# Augusta (Montana)
Augusta és una concentració de població designada pel cens dels Estats Units a l'estat de Montana. Segons el cens del 2000 tenia 284 habitants.

## Demografia
Segons el cens del 2000, Augusta tenia 284 habitants, 142 habitatges, i 83 famílies. La densitat de població era de 195,8 habitants per km².
Dels 142 habitatges en un 19% hi vivien nens de menys de 18 anys, en un 48,6% hi vivien parelles casades, en un 6,3% dones solteres, i en un 41,5% no eren unitats familiars. En el 38,7% dels habitatges hi vivien persones soles el 19% de les quals corresponia a persones de 65 anys o més que vivien soles. El nombre mitjà de persones vivint en cada habitatge era de 2 i el nombre mitjà de persones que vivien en cada família era de 2,63.
Per edats la població es repartia de la següent manera: un 19,4% tenia menys de 18 anys, un 4,2% entre 18 i 24, un 16,9% entre 25 i 44, un 33,5% de 45 a 60 i un 26,1% 65 anys o més.
L'edat mediana era de 50 anys. Per cada 100 dones de 18 o més anys hi havia 112 homes.
La renda mediana per habitatge era de 24.688 $ i la renda mediana per família de 30.956 $. Els homes tenien una renda mediana de 23.125 $ mentre que les dones 15.536 $. La renda per capita de la població era de 14.608 $. Aproximadament el 9,6% de les famílies i el 14,7% de la població estaven per davall del llindar de pobresa.

## Poblacions més properes
El següent diagrama mostra les poblacions més properes.